# Колдерволде
Колдерволде (нід. Kolderwolde) — село в нідерландській провінції Фрисландія. Входить до муніципалітету Фріске-Маррен.
Його площа становить 4,76 км², а населення станом на 2021 рік складало 50 осіб.
Перша згадка про населений пункт датується 1398 роком.